# Cheetos
Cheetos é uma marca que engloba vários tipos de snacks de farinha de milho com sabor de queijo distribuídas pela Frito-Lay (Elma Chips no Brasil), uma subsidiária da PepsiCo. A marca apareceu pela primeira vez em 1948 como "Fritatos" e foi inventada por Charles Elmer Doolin, que também é criador de Fritos.
O sucesso inicial do Cheetos foi um fator que contribui para a fusão entre a The Frito Company e a H.W. Lay & Company em 1961 para formar a Frito-Lay. Em 1965, a Frito-Lay se tornou uma subsidiária da empresa The Pepsi-Cola Company, formando a PepsiCo a atual proprietária da marca Cheetos.
O mascote da Cheetos é um guepardo antropomórfico de aparência magra usando óculos de sol e tênis, conhecido como Chester Cheetah. Apareceu pela primeira vez em 1988 a título provisório, mas sua popularidade com o público lhe valeu tornar-se um símbolo da marca, chegando inclusive a protagonizar videogames.

## Ligações Externas
- Web da Cheetos